# Bemmel
Bemmel is een dorp en een voormalige gemeente in de Betuwe (Gelderland). Op 1 januari 2001 werden de gemeenten Bemmel, Gendt en Huissen samengevoegd onder de werknaam Bemmel. Sinds 1 januari 2003 heet deze gemeente Lingewaard. De plaats had 12.325 inwoners op 1 januari 2023. Het bestuurscentrum van gemeente Lingewaard is gevestigd in Bemmel.
Het dorp ligt in het stroomgebied van de Waal, Nederrijn en Linge, in het laagland tussen de steden Arnhem en Nijmegen. Bemmel is in de periode 1990–2006 flink uitgebreid met een drietal nieuwe wijken: Klein Rome, Klaverkamp en Essenpas. De buurtschappen Doornik en De Pas horen ook bij het dorp Bemmel. De buurtschap Vossenpels hoort gedeeltelijk bij het dorp Bemmel en gedeeltelijk bij Lent. De dorpen Angeren, Doornenburg, Haalderen en Ressen vielen tot de gemeentefusie in 2001 onder de gemeente Bemmel.

## Geschiedenis

### Toponymie
De eerste vermelding van de naam Bemmel is gevonden in 1178 als Bemele. Godfried van Rhenen (bisschop van het Sticht Utrecht) schonk in dat jaar zijn dochter Heilwig het dorp genaamd Bemele juxta Noviomagus ('Bemmel tegenover Nijmegen'). Dit was het begin van de geschreven geschiedenis van de plaats.

### Heraldiek
Toen Bemmel een zelfstandige gemeente was, had het een officieel wapen en een officiële vlag (dundoek). Het wapen van Bemmel werd officieel op 14 december 1931 toegekend. De vlag van Bemmel werd (enige tijd later) op 2 juni 1961 per raadsbesluit aangenomen. Toen de gemeente Bemmel in 2001 opging in de fusiegemeente Lingewaard (samen met de voormalige gemeenten Huissen en Gendt), vervielen de officiële statussen van de vlag en het wapen van Bemmel. Wel zit het Bemmelse wapen verwerkt in het huidige, wapen van Lingewaard, samen met het wapen van Huissen en Gendt. De drie heraldische schaaktorens, zoals die op het wapen en de vlag van Bemmel staan afgebeeld, worden ook wel Bemmels genoemd. De familie Van Bemmel, een belangrijke oudtijdse adellijke familie in de streek, voerde ditzelfde wapen.

### Cultuurhistorie

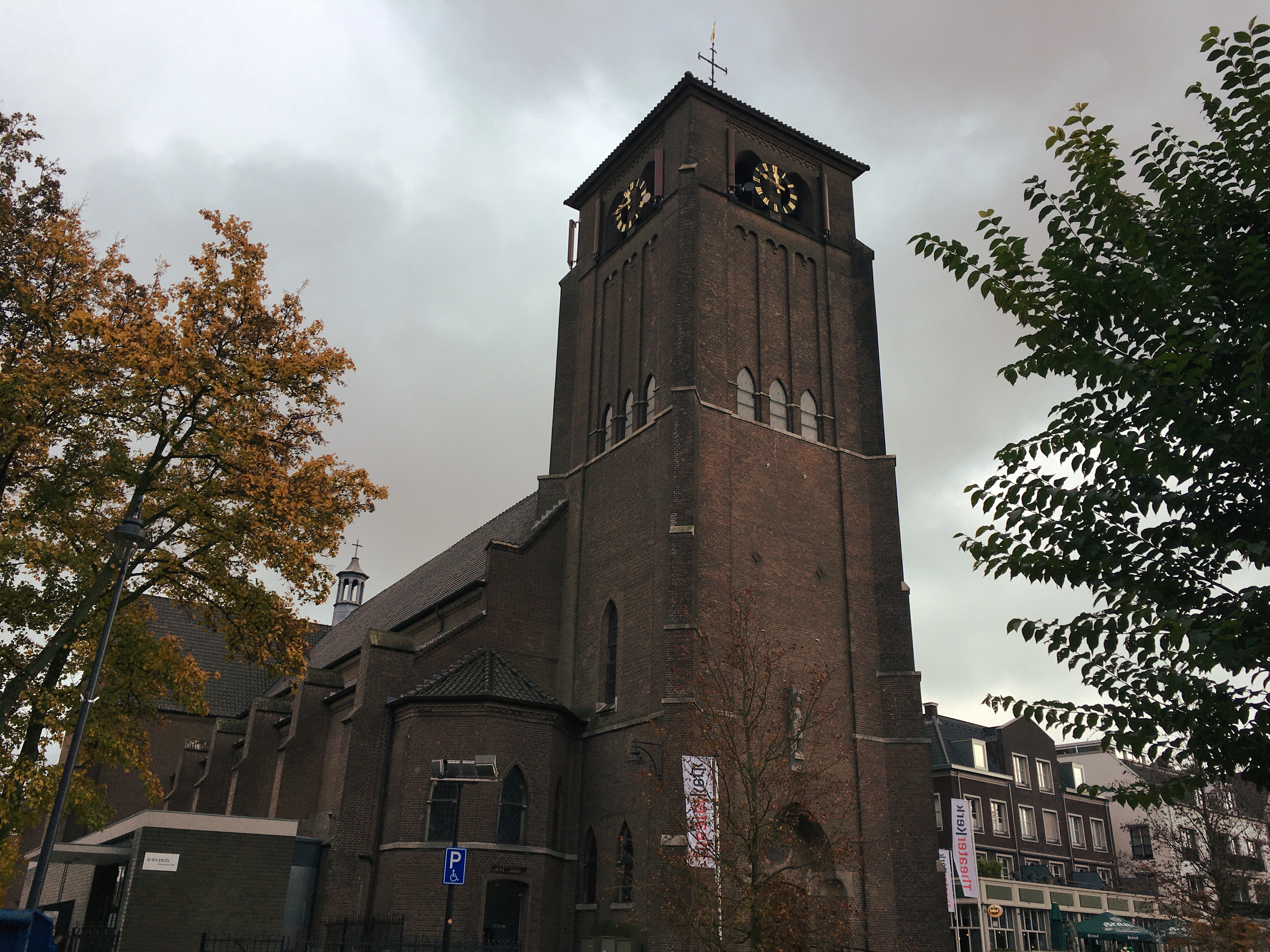
Theaterkerk Bemmel in het centrum

Het oudste gebouw in Bemmel is de protestantse kerk, een bouwwerk uit de twaalfde eeuw, dat voor de Reformatie aan de heilige Donatus of Benignus gewijd was. In 1873 werd in Bemmel weer een rooms-katholieke kerk gesticht; de Donatuskerk, wederom gewijd aan Donatus. In 2015 werd deze kerk aan de eredienst onttrokken, en is nu in gebruik als theaterkerk onder de naam Theaterkerk Bemmel. Tegenover de kerk staat het Huis te Bemmel, een 15e-/16e-eeuws kasteel.
In het centrum van Bemmel staat het monumentale huis Brugdijk, dat in de late middeleeuwen is gebouwd. Na de Tweede Wereldoorlog fungeerde dit huis als bijgebouw van het gemeentehuis. In 2013 werd Brugdijk door de gemeente verkocht. Sinds 2014 is het gebouw in gebruik als bedrijfspand.
Het 15e-eeuwse kasteel Pollenbering is rond 1805 afgebroken.
Tussen Bemmel en Haalderen stond het kasteel Essenpas. Even ten zuiden van het kasteel lag een kapel.

Ten zuiden van Brugdijk staat kasteel de Kinkelenburg, dat uit de late middeleeuwen stamt. Het kasteel is sinds 1945 onder andere in gebruik als trouwlocatie. Naast de Kinkelenburg staat het oorlogsmonument Waarom ik? dat gemaakt is door kunstenaar Jac Maris. Op de grasperkjes rondom de Kinkelenburg en Brugdijk komt de weidegeelster (Gagea pratensis) voor. In Nederland is dit bolgewas vrij zeldzaam en komt van oudsher eigenlijk alleen op de wat hoger gelegen plaatsen langs rivieren voor. 

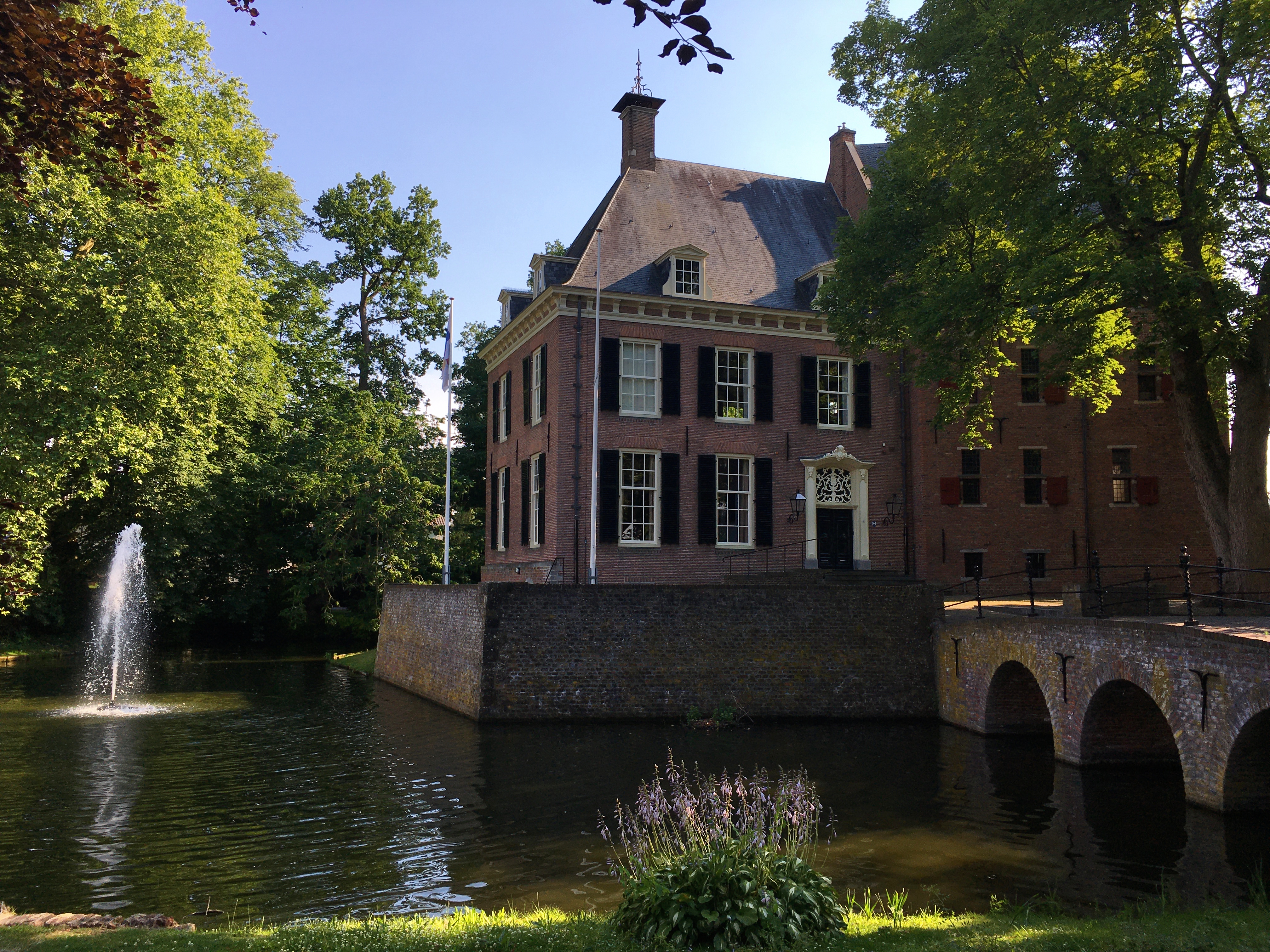
Kasteel De Kinkelenburg

## Natuur en landschap

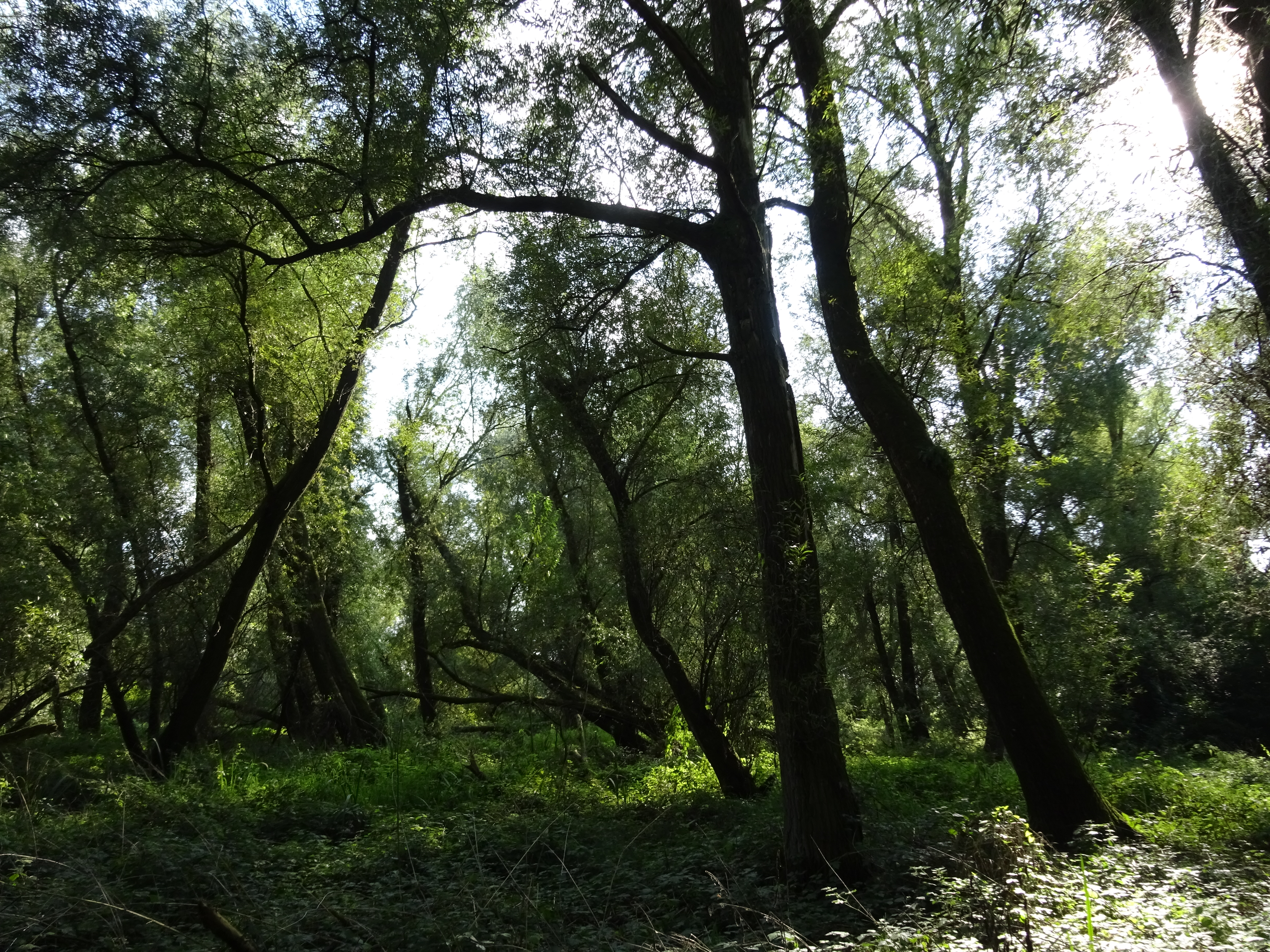
Ooibos in de Bemmelse uiterwaarden

Bemmel hoort bij het Nederlandse rivierengebied. Het landschapstype waarin de plaats is gelegen is het rivierlandschap. Door rivierafzettingen is er in het Bemmelse gebied een relatief vruchtbare bodem ontstaan. Bijzonder zijn de overslaggronden (kalkhoudende ooivaaggronden) die in het zuiden voorkomen. Dit bodemtype bestaat uit sediment van dijkdoorbraken uit het verleden. De diepe kolken (ook wel wielen genoemd) die in het landschap van Bemmel liggen, zijn ook ontstaan door de dijkdoorbraken in het verleden. Een groot deel van het Bemmelse gebied ontleent zich goed voor de tuinbouw. Er zijn relatief veel boomgaarden en glastuinbouwkassen. Het zuidelijke deel Bemmel bestaat uit uiterwaarden, die tot het natuurgebied de Gelderse Poort van Staatsbosbeheer behoren. In de Bemmelse Waard staan stukken zachthoutooibos (Salicion albae). In deze wilgenbossen komen veel bevers voor. Door het westelijk deel van Bemmel loopt het landschapspark Park Lingezegen. Hierin ligt Landgoed Doornik, waar men zeldzame Nederlandse akkerflora kan bekijken. De akkerreservaten op dit landgoed vormen een uitstekend habitat voor typische akkervogels zoals de patrijs, geelgors en veldleeuwerik die hier voorkomen.

### Veldschuur en dijkmagazijn
Naast de Waaldijk (binnendijks) bevindt zich de Veldschuur. Dit gebouw is door Stichting Lingewaard Natuurlijk ingericht als educatiecentrum voor natuurbeleving en duurzaamheid. Naast de Veldschuur liggen moestuinen die ook bij het gebouw horen. Op de Waaldijk zelf staat een gerestaureerd dijkmagazijn, dat sinds 2001 is ingericht als natuureducatie- en bezoekerscentrum onder de werknaam Dijkmagazijn Bemmel. In het dijkmagazijn staan honderden geprepareerde diersoorten tentoongesteld, die in het rivierlandschap van Lingewaard en omgeving voorkomen.

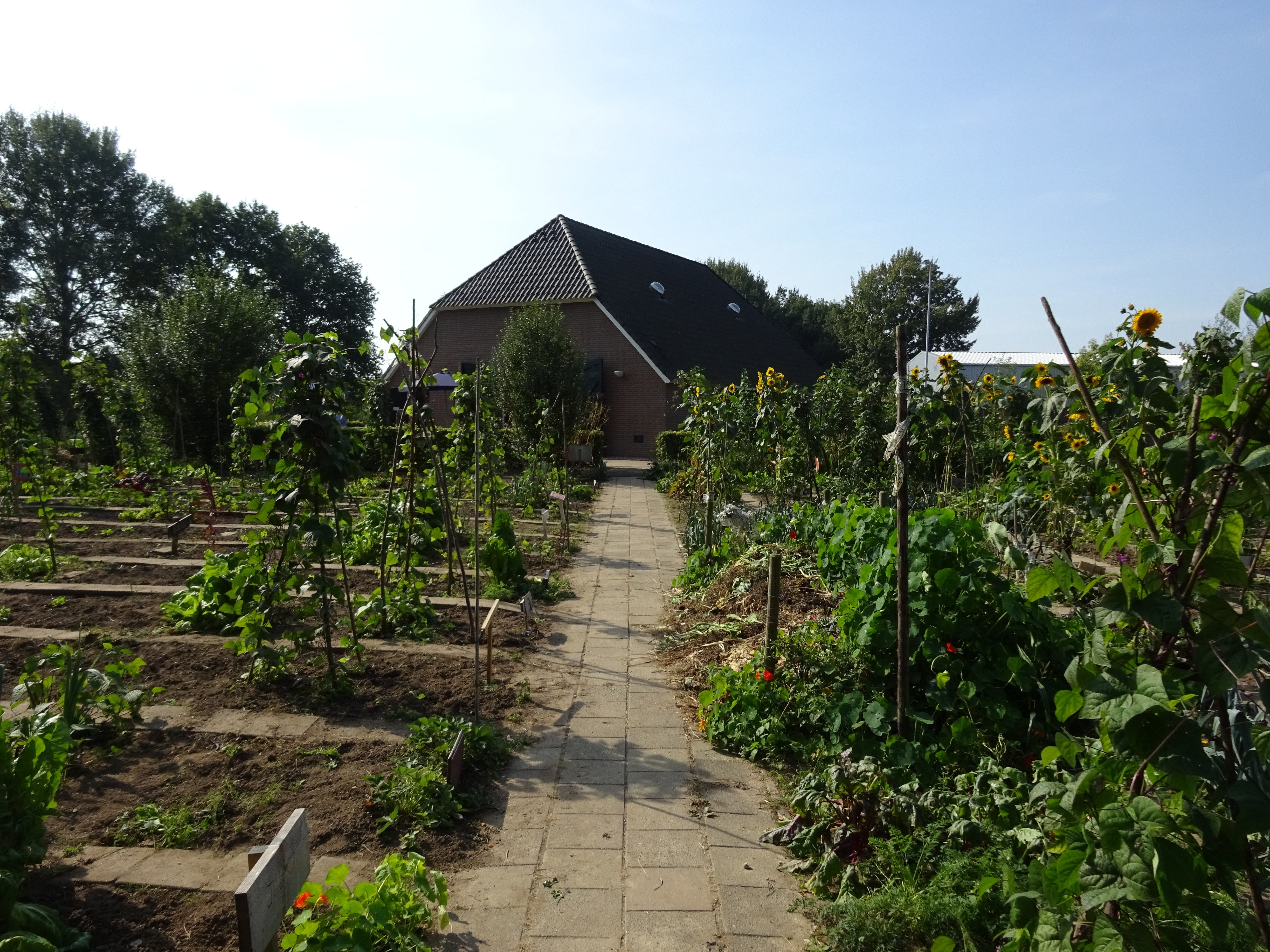
Veldschuur met moestuinen
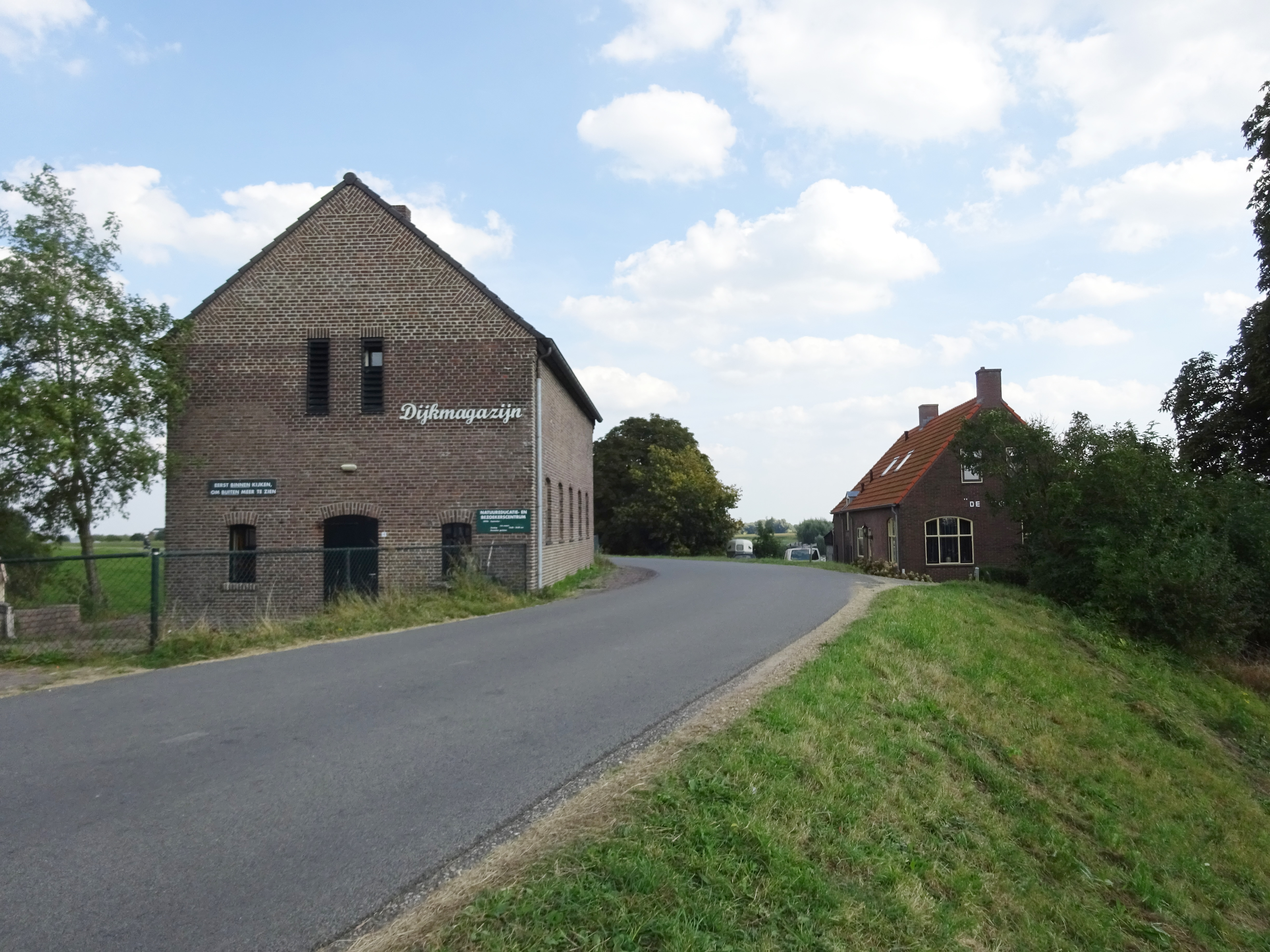
Dijkmagazijn op de Waaldijk

## Evenementen

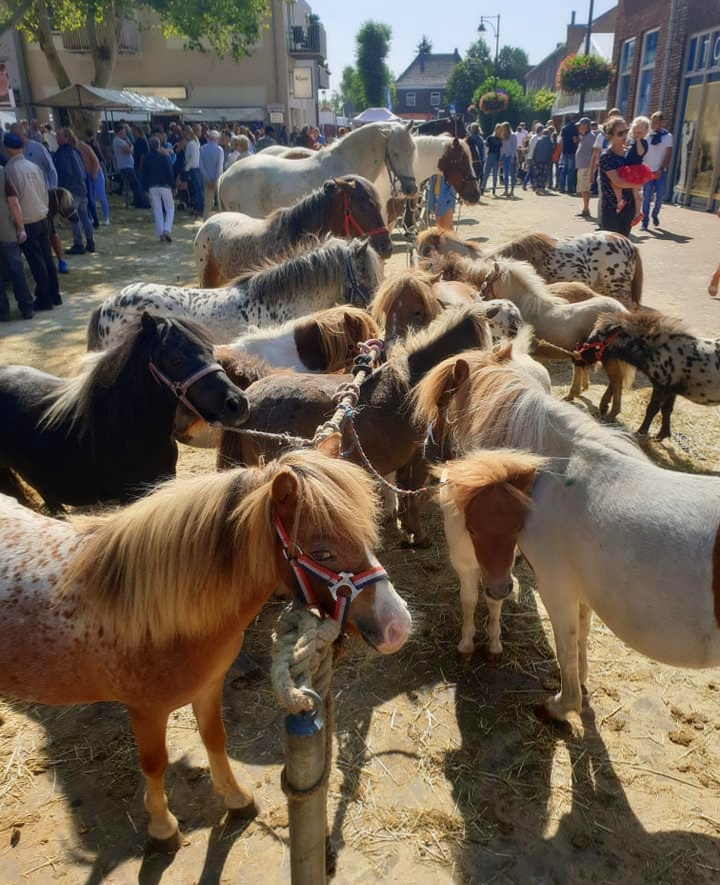
De jaarlijkse ponymarkt in het centrum

In Bemmel wordt de jaarlijkse Bemmelse Dweildag gehouden: een festival waarbij dweilorkesten uit verschillende landen naar het dorp komen. Ook zijn de jaarlijkse Bemmelse ponymarkt en kortebaandraverij bekend. De twee laatst genoemde evenementen worden de Bemmelse Paardendagen genoemd. De plaatselijke drumfanfare organiseert jaarlijks een taptoe in het centrum van Bemmel. De Nijmeegse Vierdaagse komt op de zogenaamde Dag van Elst door Bemmel. Dit vindt plaats op de eerste dag van de vierdaagse. In juni vindt in het centrum het oldtimerevenement Bemmel on Wheels plaats.

## Onderwijs

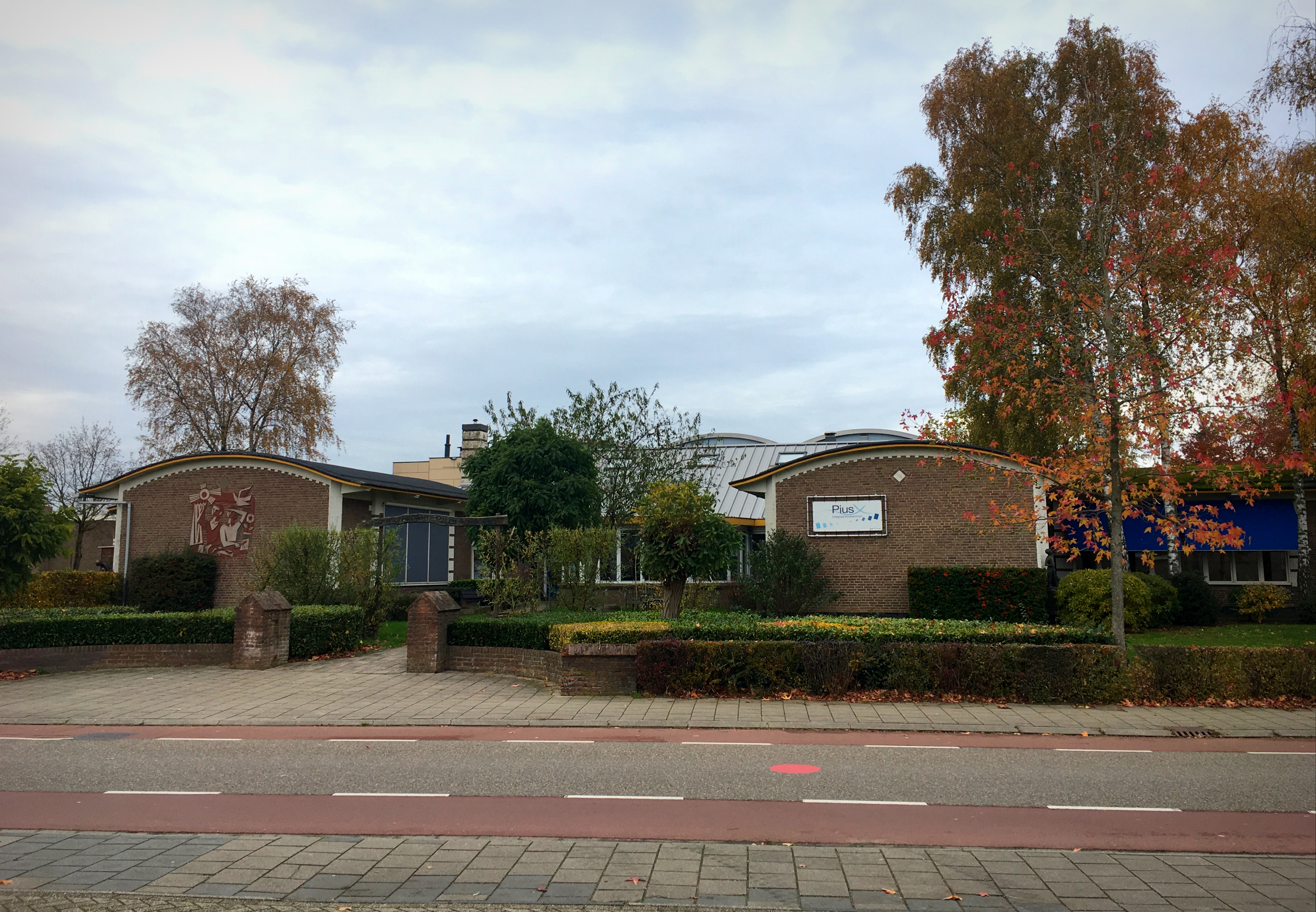
De zuidzijde van IKC Pius X (gezien vanaf de Van Ambestraat)

In de onderstaande tabel staan alle onderwijsinstellingen die in Bemmel zijn gevestigd.
| Naam                | Onderwijstype                  |
| ------------------- | ------------------------------ |
| Over Betuwe College | voortgezet onderwijs           |
| Pro College Bemmel  | praktijkonderwijs              |
| IKC Pius X          | rooms-katholiek basisonderwijs |
| Borgwal             | daltonbasisonderwijs           |
| Regenboog           | openbaar basisonderwijs        |
| Donatushof          | jenaplan basisonderwijs        |
| De Vlinderboom      | speciaal basisonderwijs        |

## Sportfaciliteiten

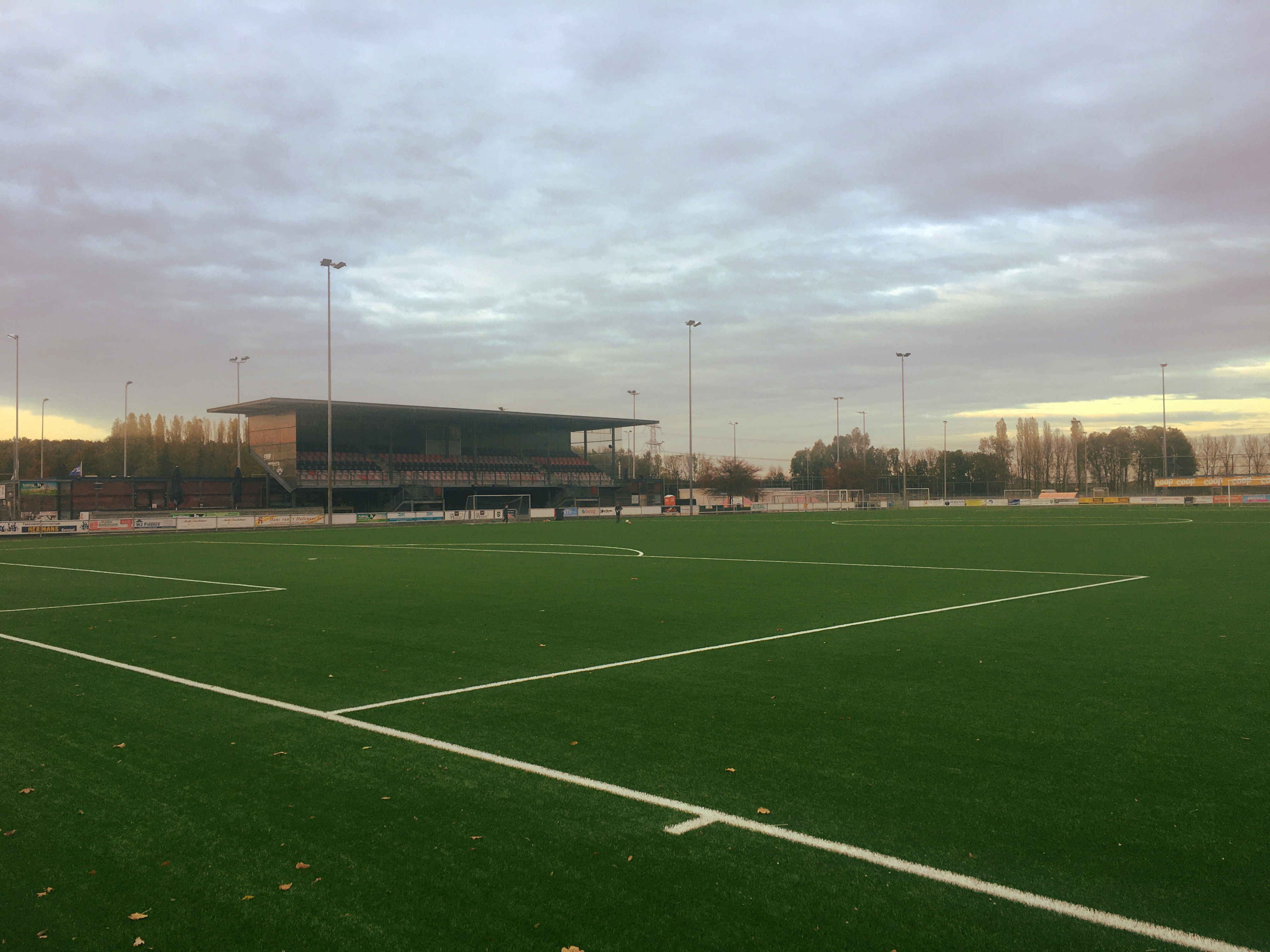
Het stadion van SC Bemmel

In Bemmel zijn onder andere de sportfaciliteiten uit de onderstaande tabel gevestigd.
| Naam                | Sport                                    |
| ------------------- | ---------------------------------------- |
| SC Bemmel           | voetbal                                  |
| MHC Bemmel 800      | hockey                                   |
| BV Batouwe          | basketbal                                |
| TWC 't Verzetje     | wielrennen                               |
| Tennisclub Bemmel   | tennis                                   |
| De Kooi             | tafeltennis, padel, basketbal en fitness |
| Vereniging Kidang   | volleybal                                |
| BC Bemmel 72        | badminton                                |
| Rugbyclub Betuwe    | rugby                                    |
| Laco Lingewaard     | zwembad en fitness                       |
| Ki-Aikido Bemmel    | aikido                                   |
| B.O.D. de Sprinters | atletiek en skaten                       |
| Scouting Bemmel     | scouting                                 |
| S.V. Op de Korrel   | schietvereniging                         |

## Infrastructuur
Door Bemmel loopt de Betuweroute. Dit is een goederenspoorlijn die de Maasvlakte bij Rotterdam met Duitsland verbindt.
Langs het meest oostelijke deel van Bemmel (naast de Bemmelsche Zeeg) ligt de A325. Het midden van het Bemmelse grondgebied, ten noorden van de bewoonde kern, wordt doorkruist door A15.

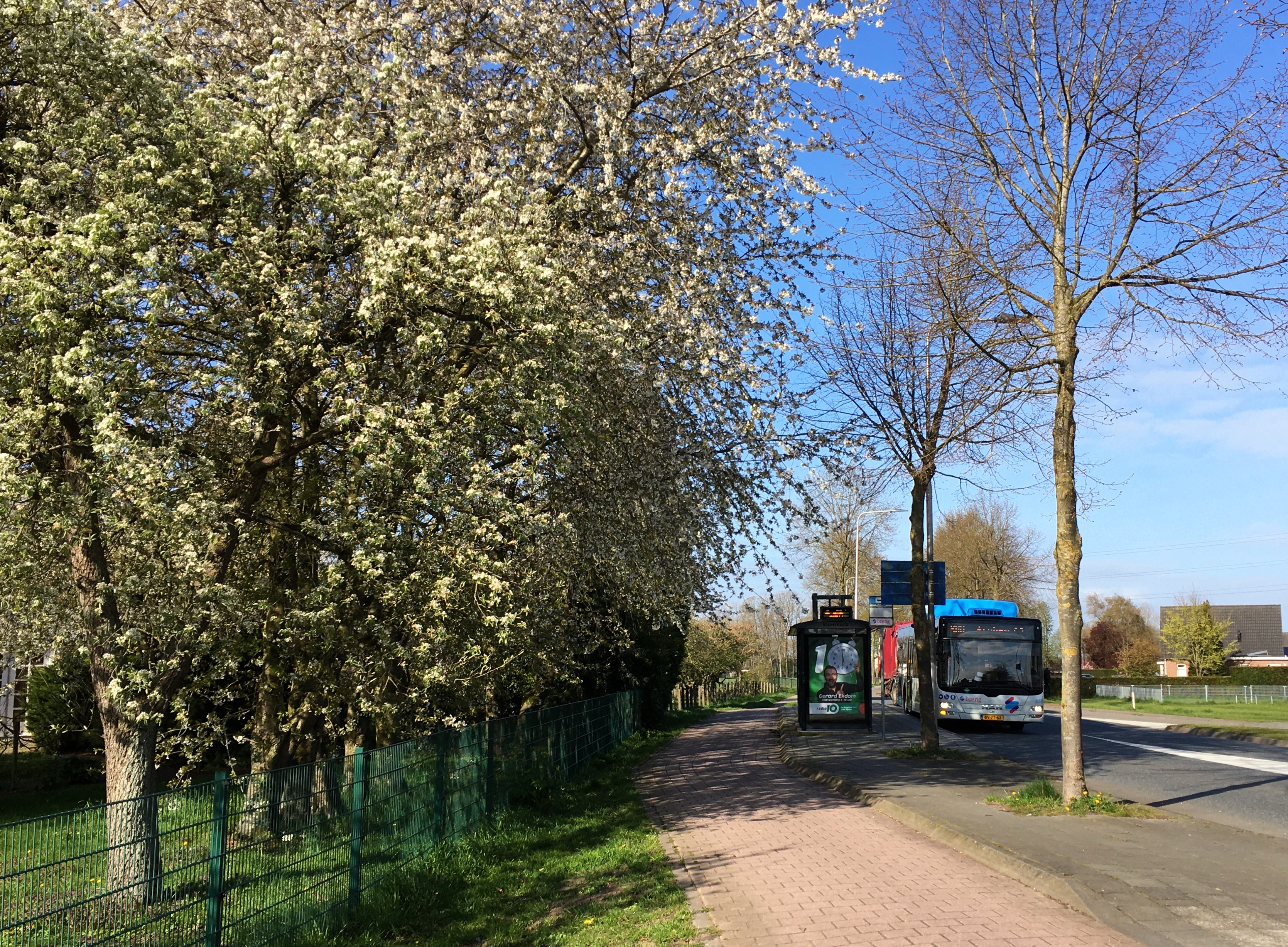
Bushalte aan de Verlengde Herkenrathweg
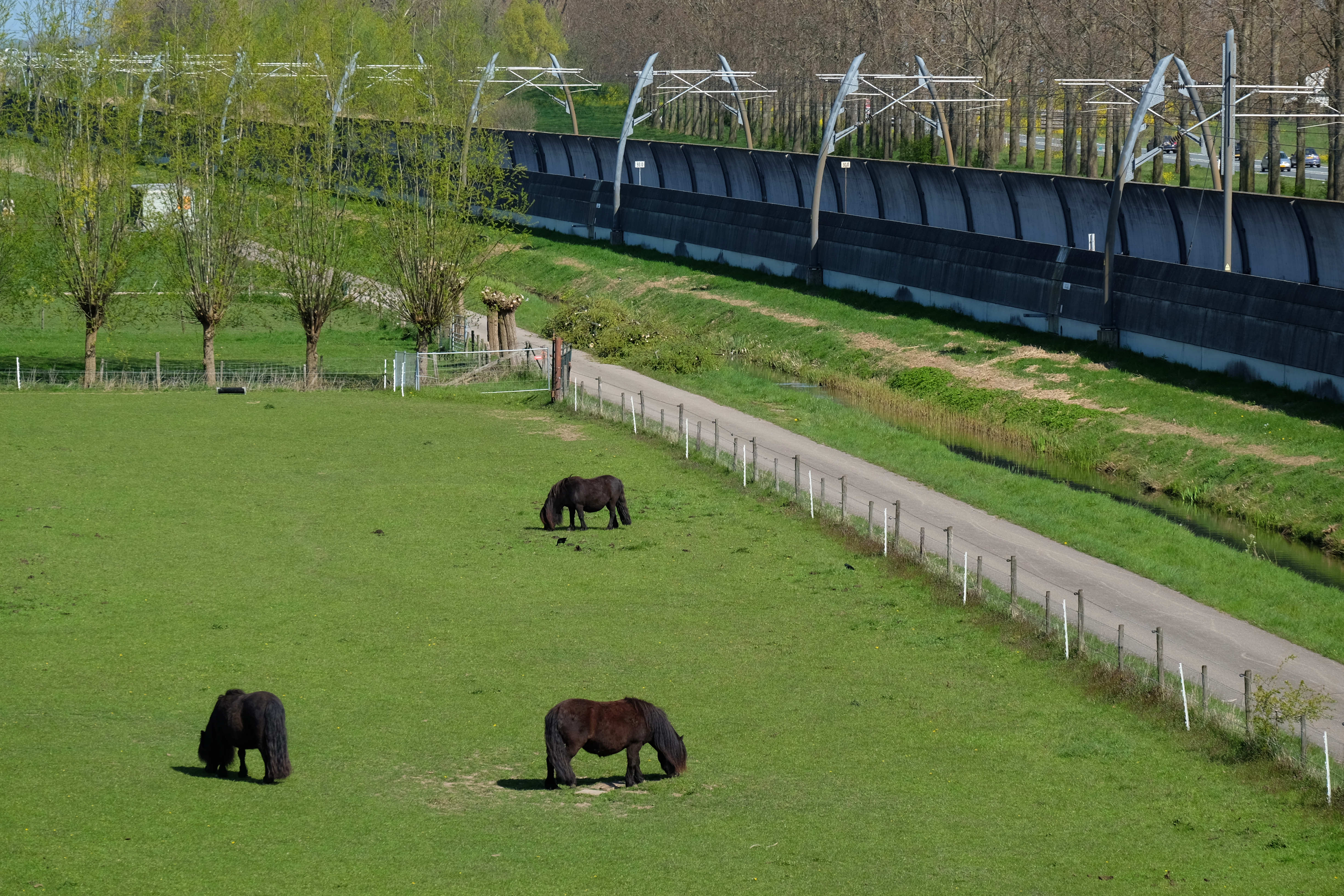
De Betuweroute door Bemmel

## Bekende personen
In de onderstaande lijst staan bekende personen die in Bemmel zijn geboren, er wonen, of gewoond hebben.
- Albertus Lourens van Spengler (1885–1957), voormalig burgemeester van de voormalige gemeentes Noord- en Zuid-Scharwoude
- Laurens Louis Spengler (1775–1842), marineofficier, eerste burgemeester (maire) van Bemmel en bewoner van De Kinkelenburg
- Gerrit Jan de Raadt (1900–1962), voormalig burgemeester van de voormalige gemeente 's Gravenmoer
- Wim Hermsen (1915–1996), voormalig burgemeester van de voormalige gemeentes Millingen en Ubbergen
- Wim Meijers (1948), voormalig voetballer bij onder andere Vitesse, De Graafschap en N.E.C.
- Willy Jansen (1950), voormalig hoogleraar in de sociale wetenschappen en oud-directrice van het Institute for Gender Studies
- Peter Rietbergen (1950), historicus en emeritus hoogleraar in de cultuurgeschiedenis
- Wim Zurné (1953), beeldend kunstenaar, gespecialiseerd in de prentkunst
- John Wattilete (1955), president van de Republiek der Zuid-Molukken
- Joop Schaminée (1957), botanicus en (bijzonder) hoogleraar in de vegetatiekunde
- Marieke van den Brink (1978), antropoloog en hoogleraar in de gender- en diversiteitstudies
- Ruben Hein (1982), zanger, pianist en componist in de jazz
- Hilde Vos (1986), singer-songwriter in de americana- en countrymuziek
- Caifano Latupeirissa (1991), voormalig voetballer bij N.E.C.
- Nuva Macare (1997), zanger/pianist
- Jesse Schuurman (1998), voetballer bij De Graafschap
- Wouter Macare (1999), drummer en medecomponist van de deathmetalband Inferum
- Job Schuurman (1999), doelman bij N.E.C.
- Benthe Boonstra (2000), roeister
- Julia Wattilete (2003), voetbalster
- Veerle Buurman (2006), voetbalster

## Fotogalerij

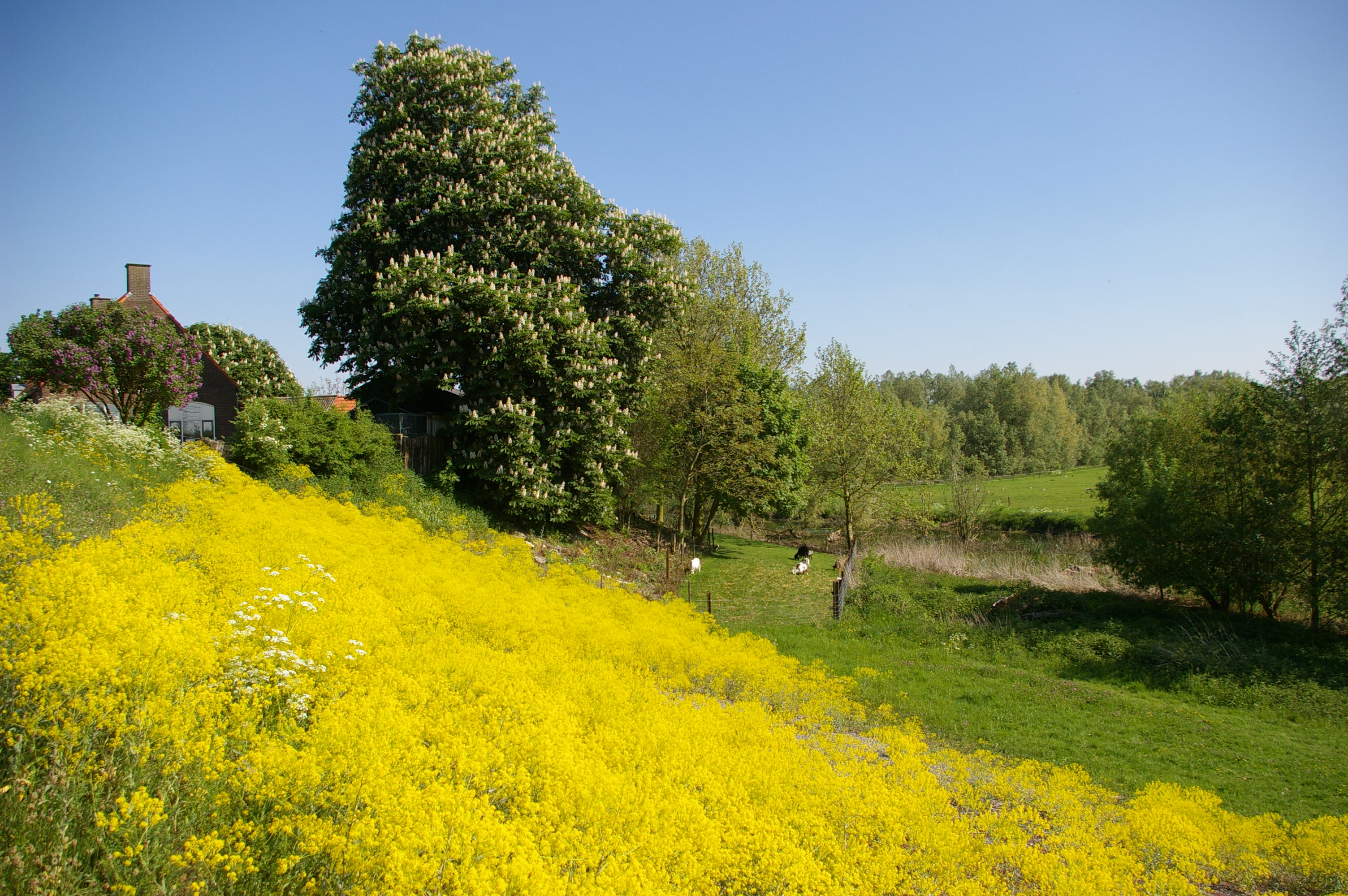
Waaldijk in de lente
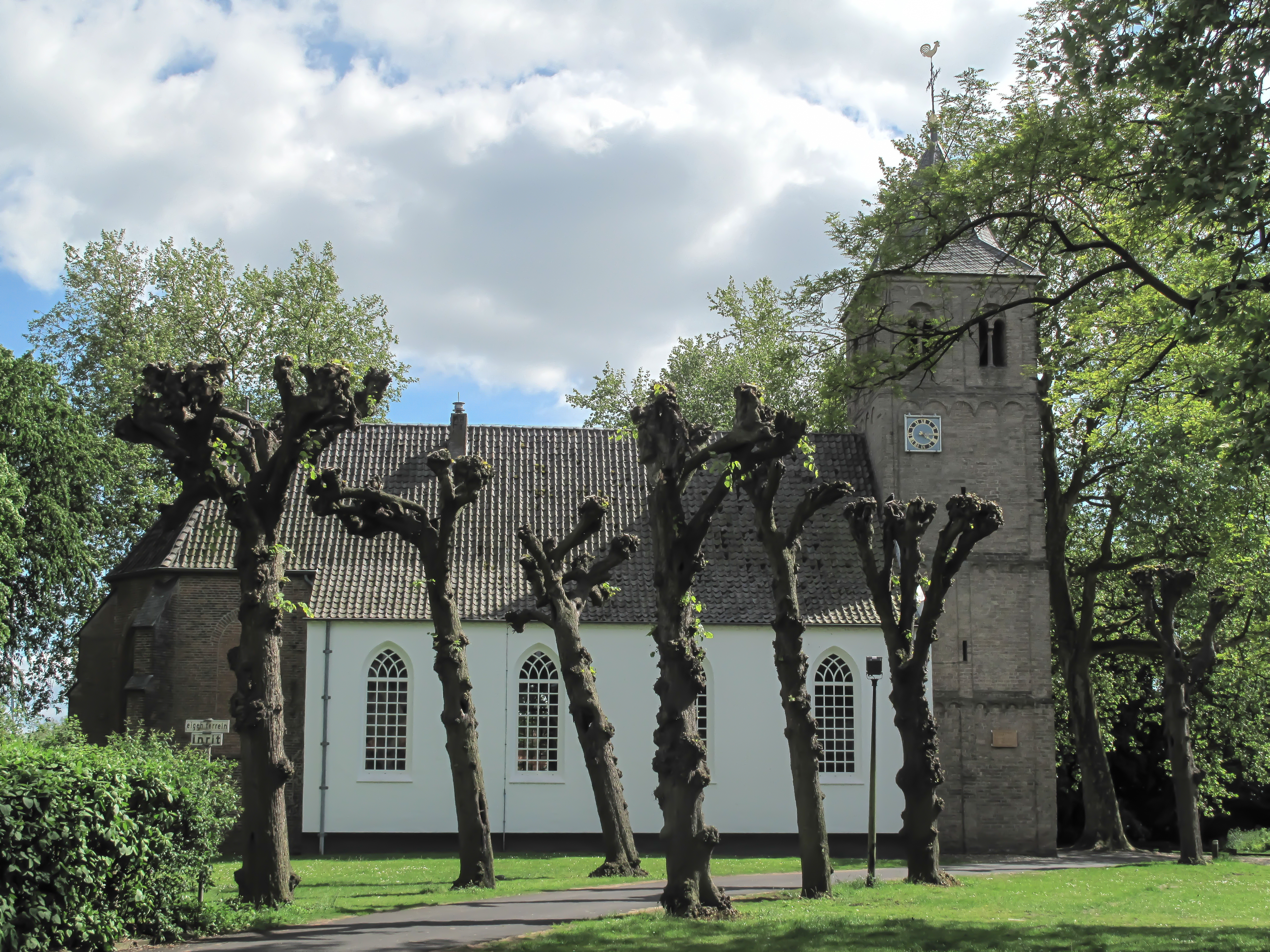
De protestantse kerk
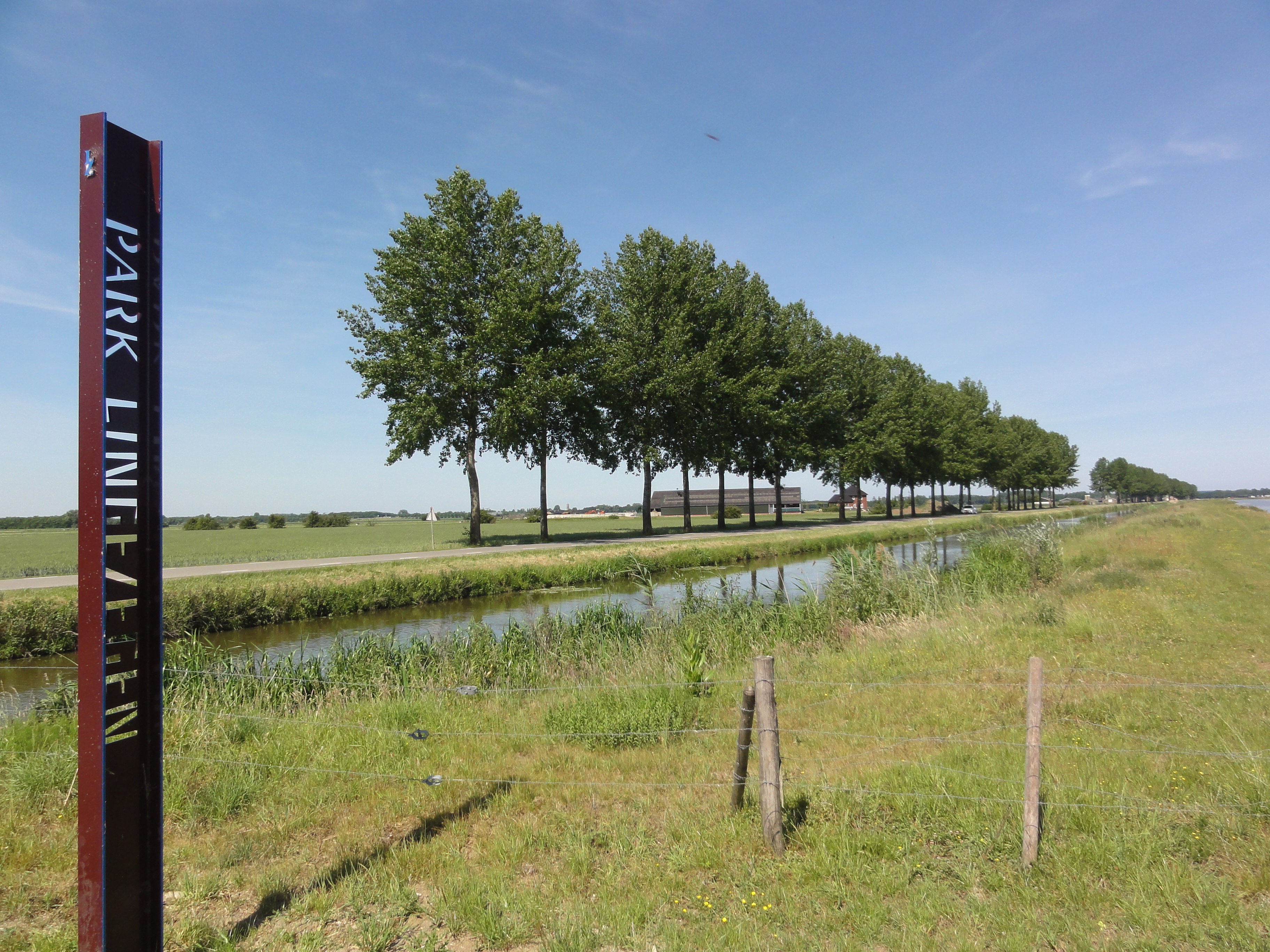
Park Lingezegen
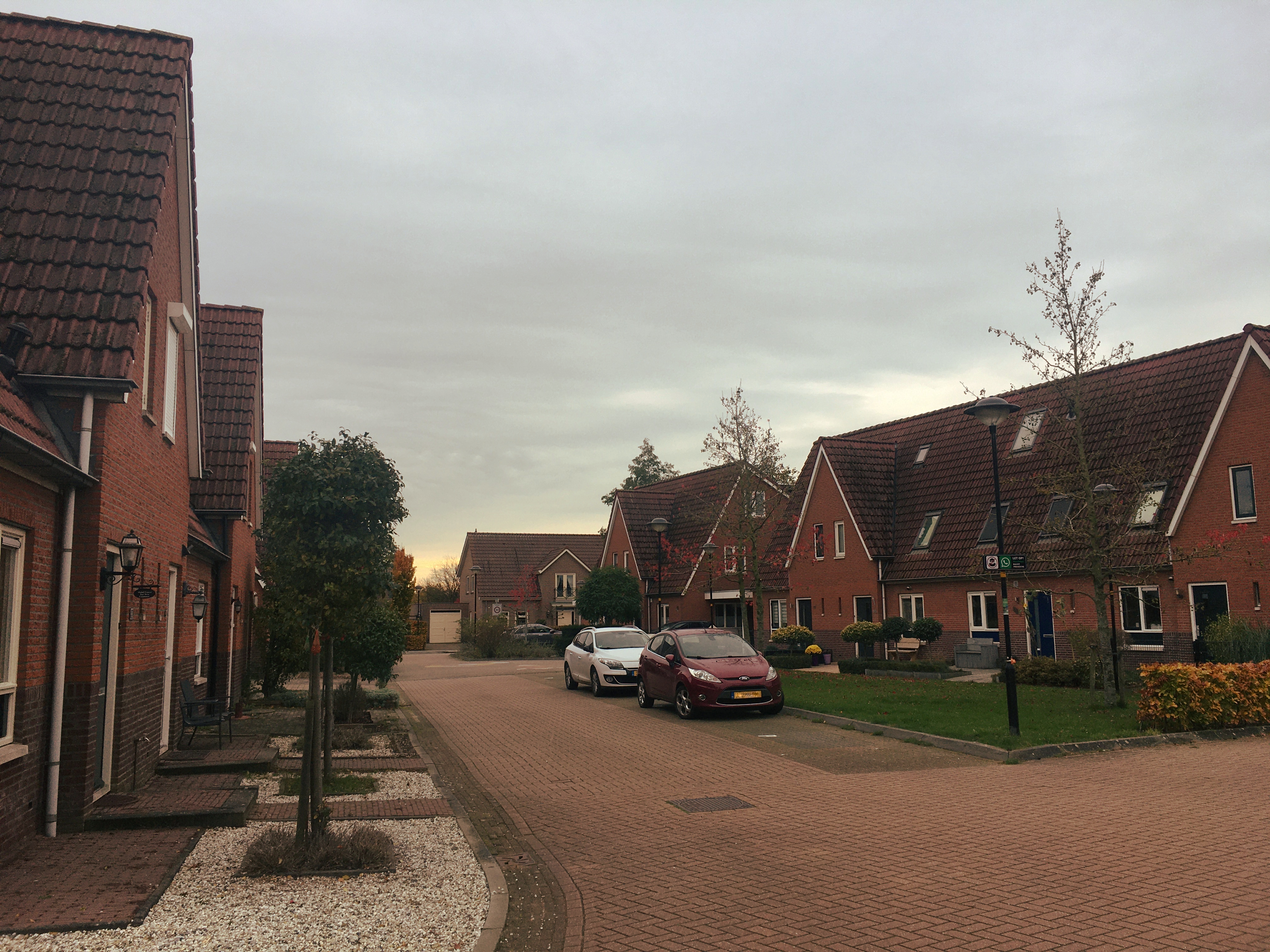
Essenpas (nieuwbouw)
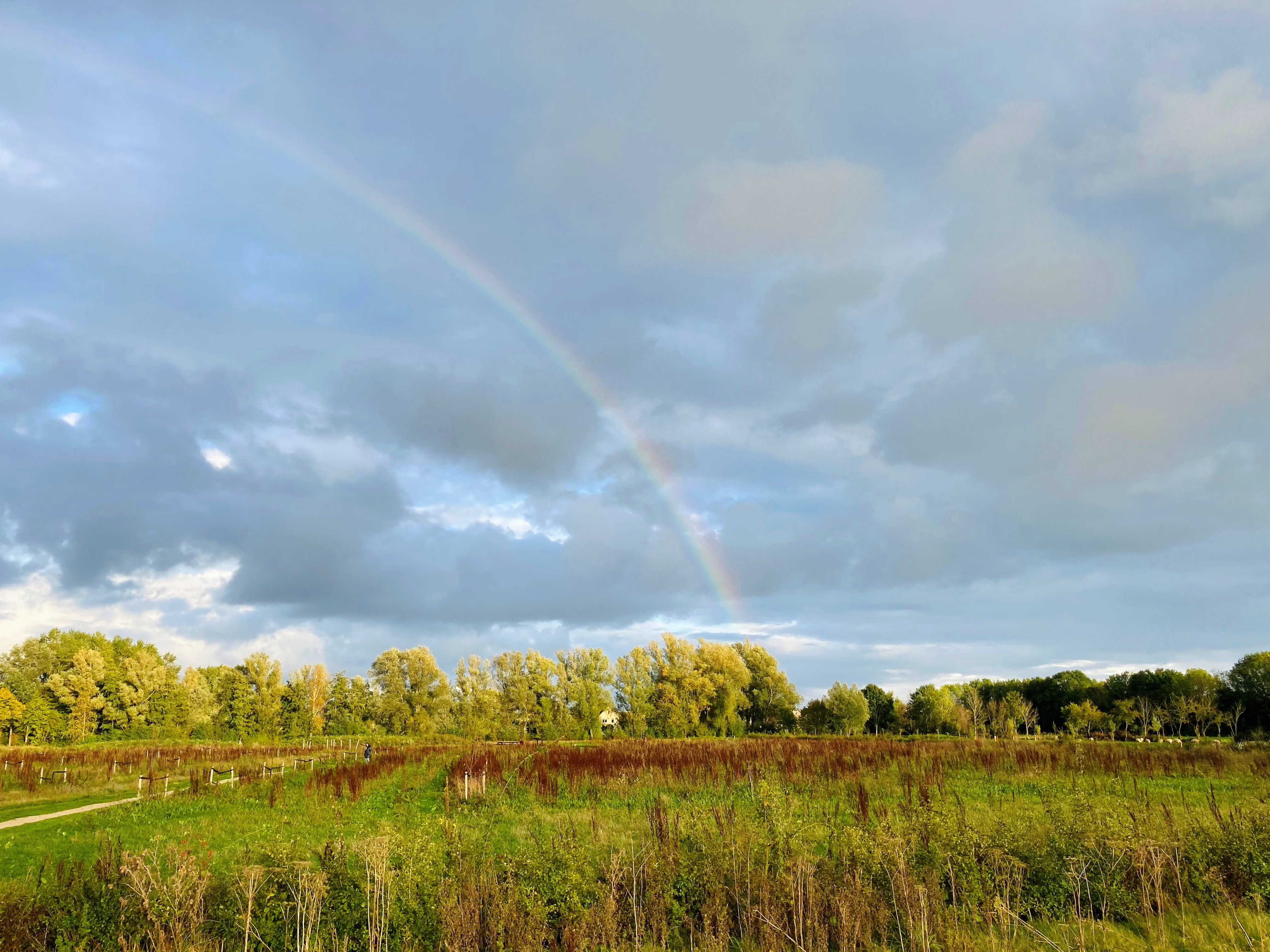
Het Plaksche Veld
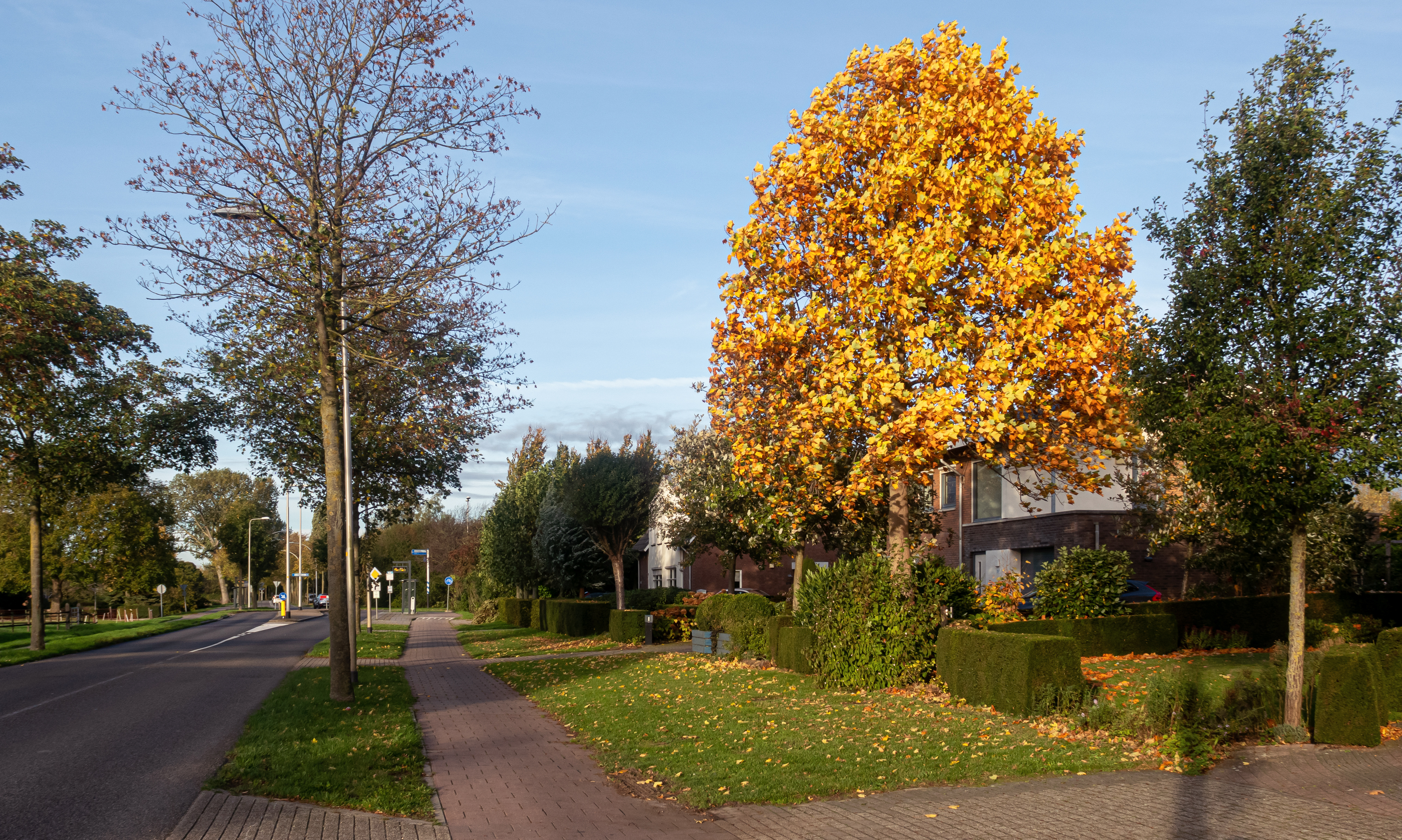
Ressensesstraat in de herfst
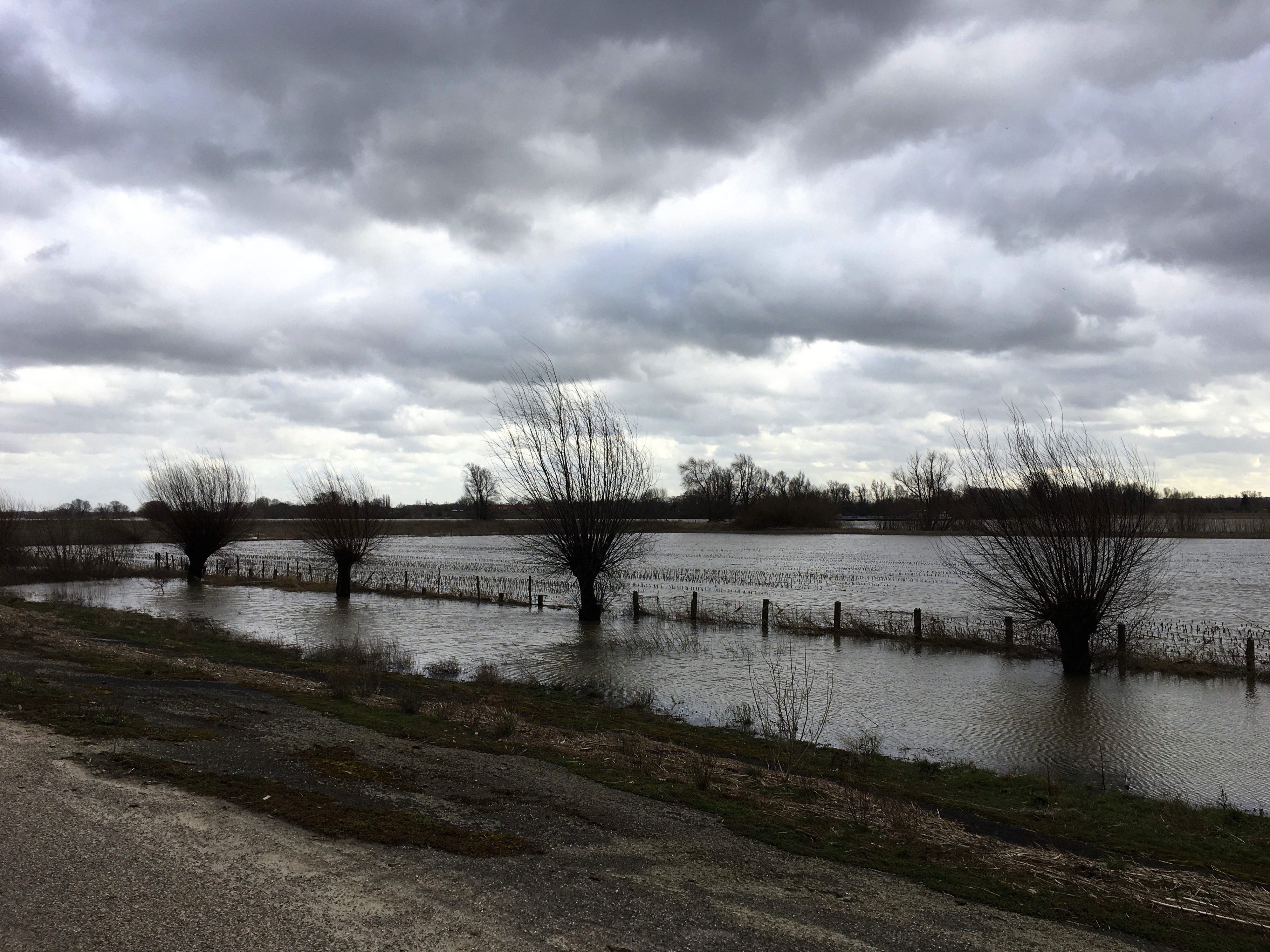
Hoogwater (winter)
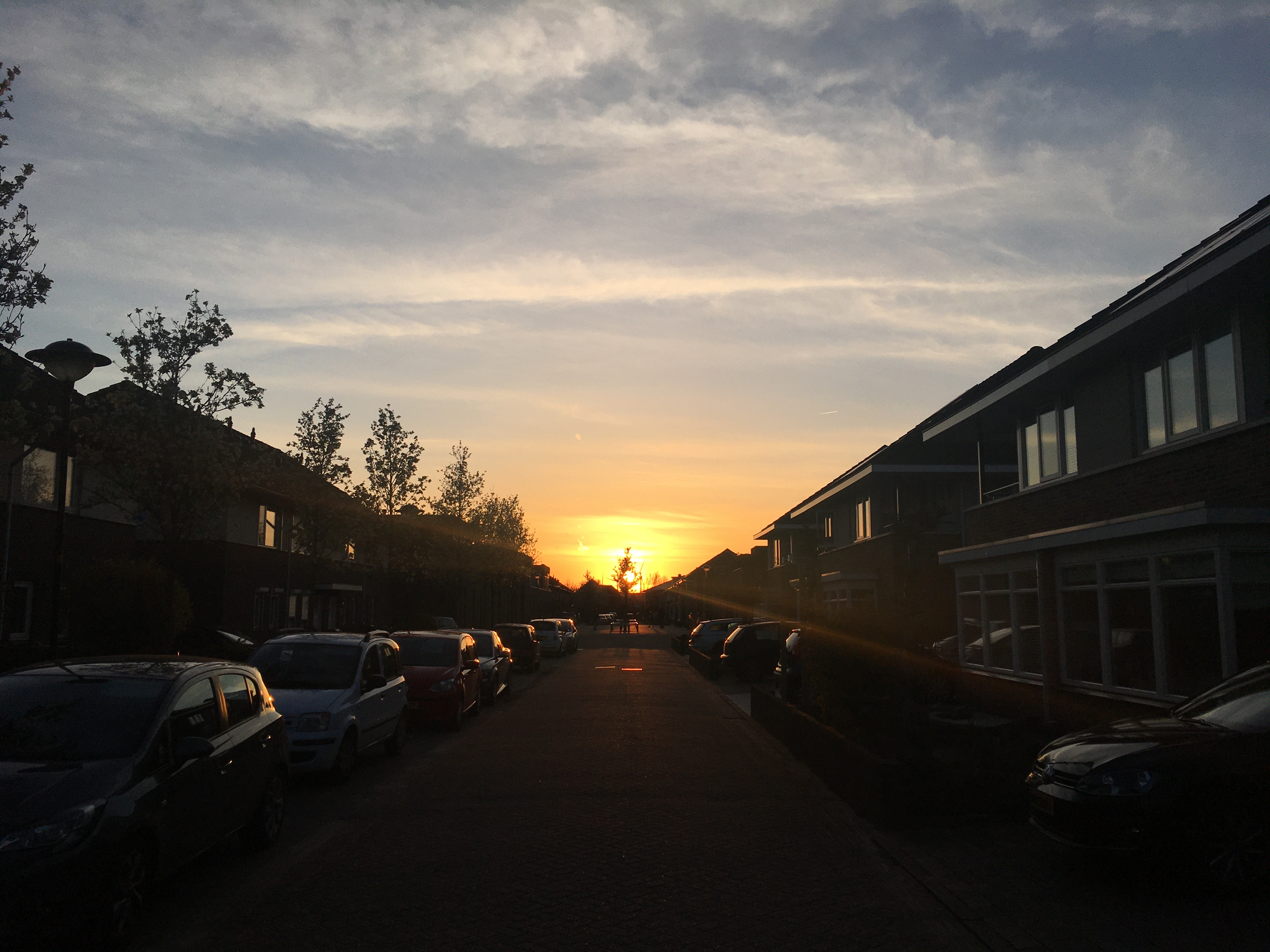
De Kruidenstraat in de wijk de Klaverkamp
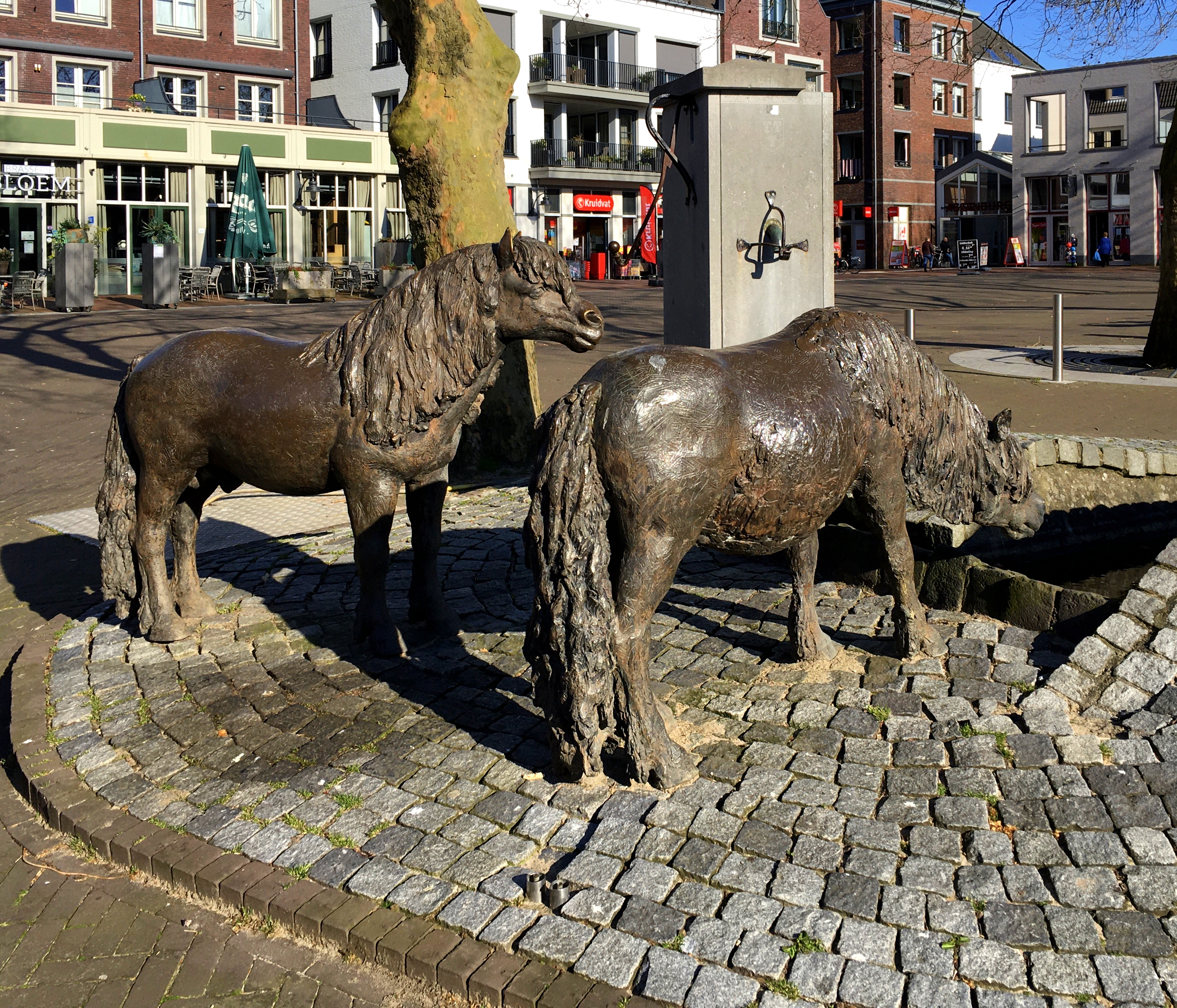
Twee Shetlandpony's (beeld) in het centrum
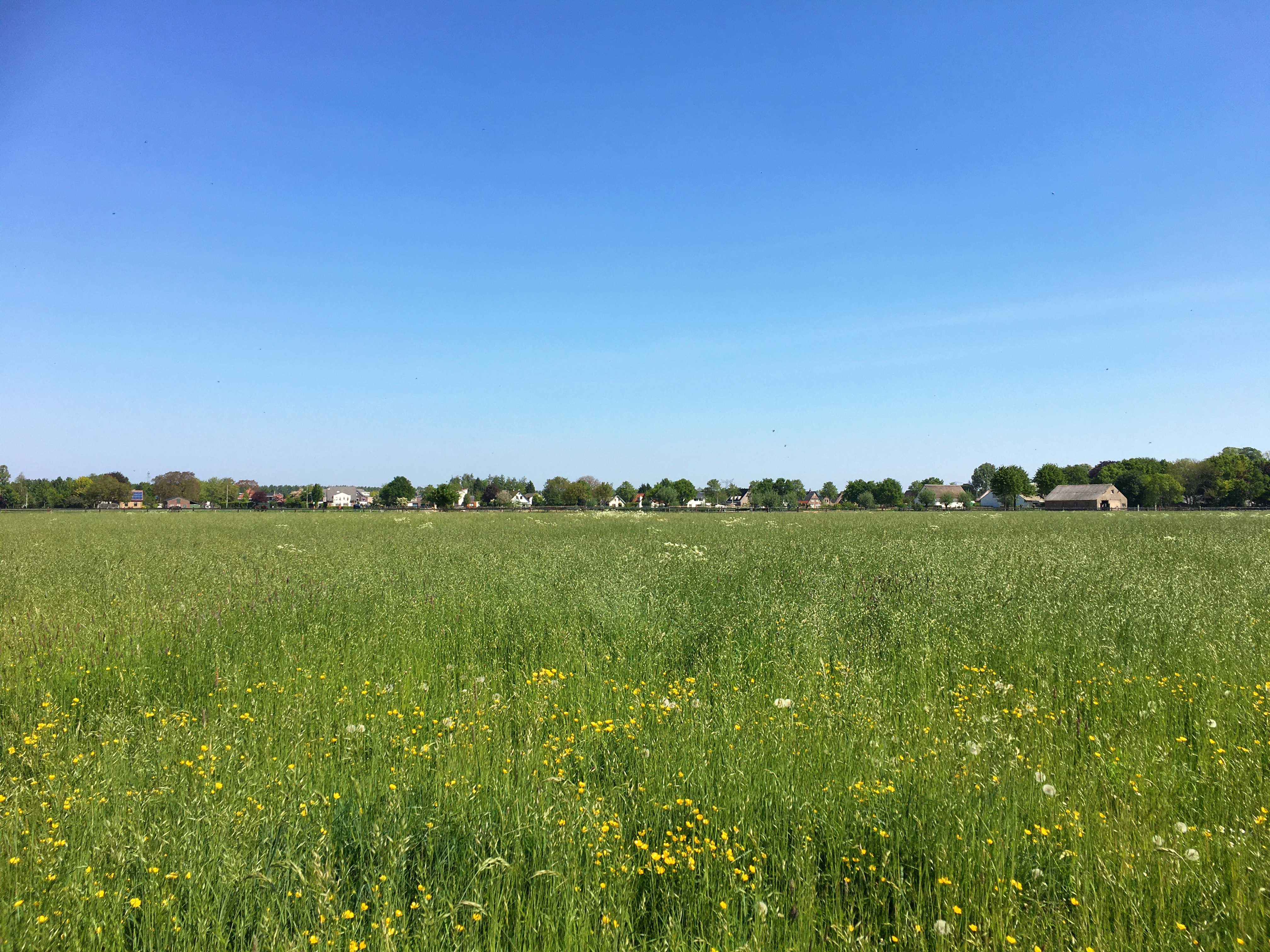
Zicht op Bemmel vanuit het zuidwesten
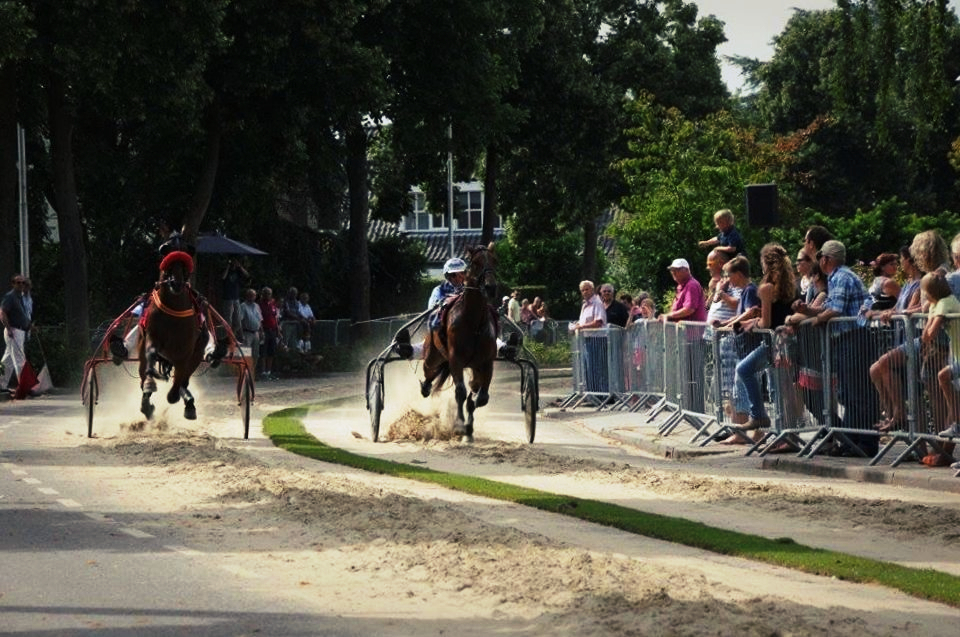
De kortebaandraverij
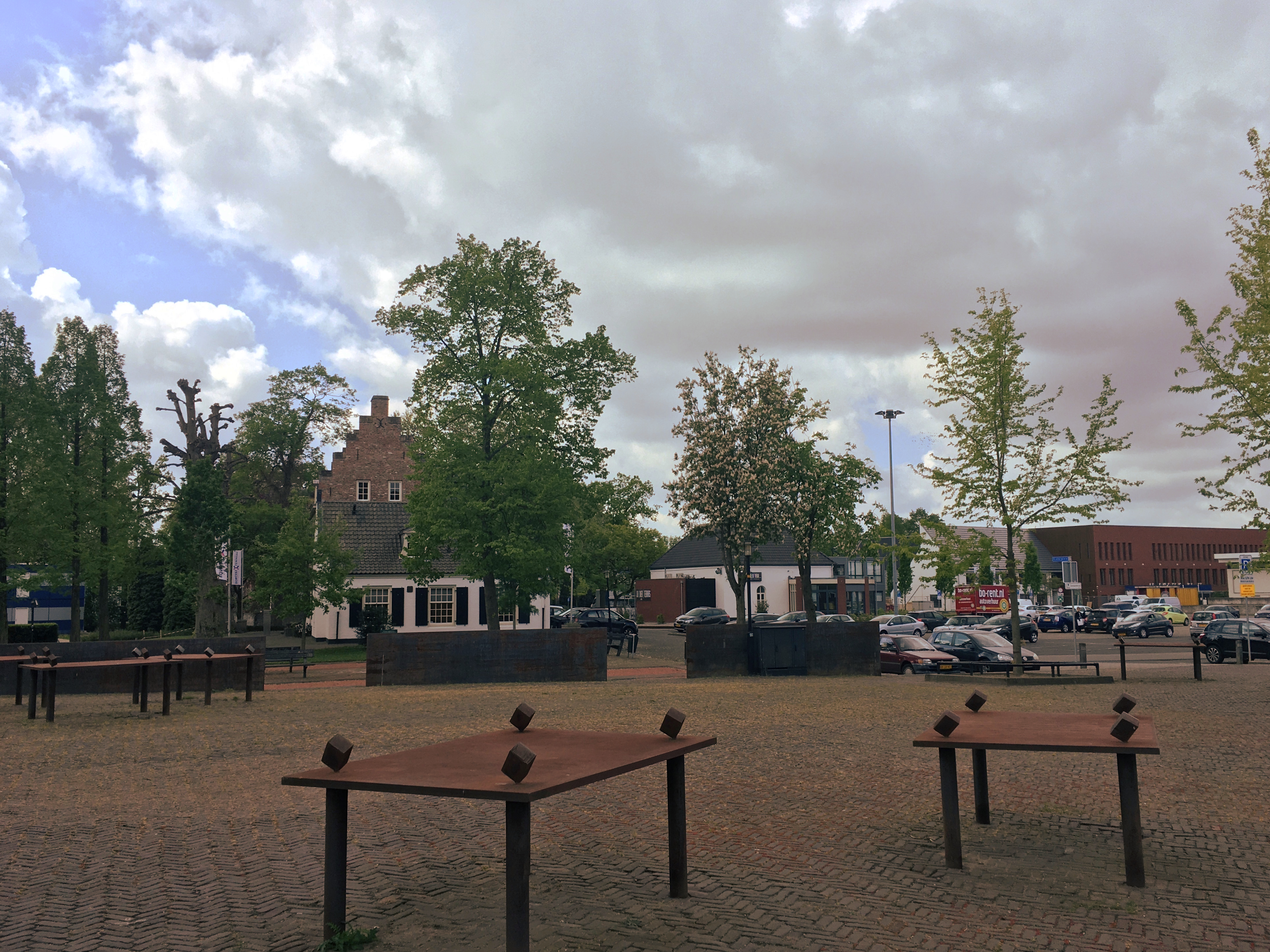
Zicht op het Kinkelplein

## Trivia
- De alternatieve naam van Bemmel tijdens de carnaval is 't Kaokelnest.
- Bemmel wordt door de jongere inwoners vaak "Bemmely Hills" genoemd. Deze bijnaam voor het dorp wordt vooral op sociale media gebruikt.[5]
- De 99ste editie van de meerdaagse wielerwedstrijd de Ronde van Italië kwam op zondag 8 mei 2016 door Bemmel.
- De palmzegge (Carex muskingumensis), een van oorsprong Noord-Amerikaanse plantensoort, werd in Nederland in 2003 te Bemmel voor het eerst aangetroffen als adventief.